# Azara integrifolia
Azara integrifolia es una especie de arbusto perteneciente al género Azara, en la familia Salicaceae.

## Descripción
Esta especie es endémica de Chile y se encuentra entre Valparaíso y Osorno.  Es un arbusto que alcanza hasta los 3 metros de altura. Tiene las hojas alternas de color verde y borde entero. Las flores son hermafroditas de color amarillo. El fruto es una baya de color gris verdosa.

## Taxonomía
Azara integrifolia fue descrita por Ruiz & Pav. y publicado en Systema Vegetabilium Florae Peruvianae et Chilensis 138, en el año 1798.
Etimología
Azara, fue nombrada en honor al científico español José Nicolás de Azara.
integrifolia, es un epíteto que se refiere a que los márgenes de sus hojas son enteros.
Sinonimia
- Azara browneae F.Phil. ex Phil.
- Azara hirtella Miq.
- Azara integrifolia var. browneae (F. Phil. ex Phil.) Reiche
- Azara integrifolia var. pycnophylla (Phil.) Reiche
- Azara intermedia Gay
- Azara lechleriana Steud.
- Azara pycnophylla Phil.[3]

Nombre común
- Castellano:  corcolén, aromo, challín.